# Гринфилд (Индиана)
Гринфилд (англ. Greenfield) — город и административный центр округа Ханкок в штате Индиана в Соединённых Штатах Америки.
Согласно данным переписи населения США 2020 года число жителей города 
составляло 23 488 человек.

## История
Округ Ханкок был создан 1 марта 1828 года и назван в честь Джона Хэнкока, первого человека, подписавшего Декларацию независимости. Гринфилд был выбран в качестве административного центра округа 11 апреля 1828 года.

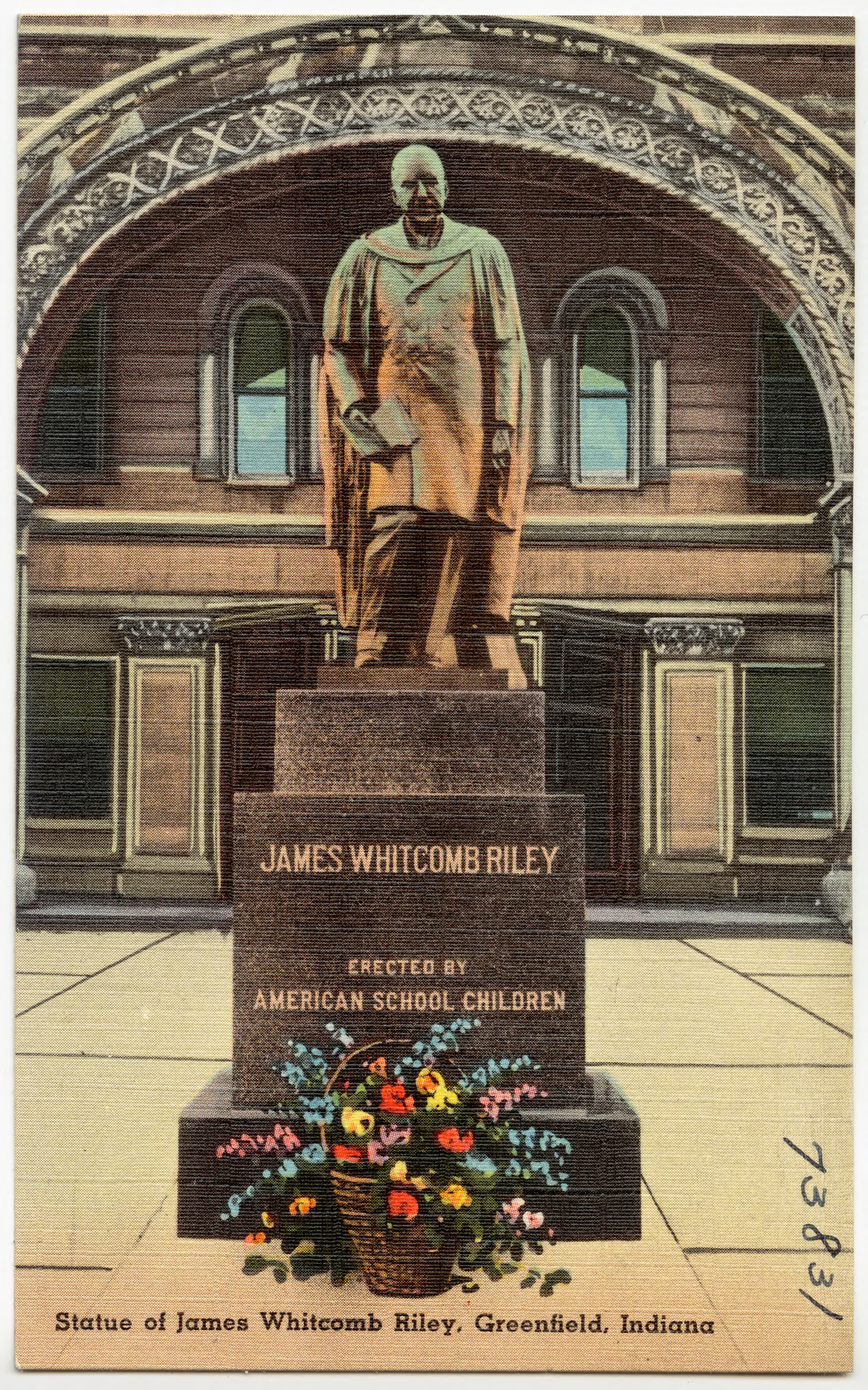
Статуя Райли на открытке

Первые поселенцы строили дома вдоль двух ручьев, которые текут на юг. Первыми предприятиями были небольшие мельницы для помола кукурузы и пшеницы для прибывающих колонистов.
В 1853 году первая железная дорога была завершена на южной окраине Гринфилда.
Гринфилд получил статус города в 1876 году имея население 2023 человека. Самый большой скачок роста начался в 1887 году, когда в этом районе был обнаружен природный газ.
В 1918 году перед зданием суда округа Хэнкок была воздвигнута статуя местного уроденца и писателя Джеймса Уиткомба Райли работы Майры Ричардс. Она была куплена на деньги, пожертвованные школьниками со всех уголков Соединённых Штатов. Каждый год в день его рождения проводится «Riley Festival» и школьники города идут к статуе, чтобы возложить вокруг неё живые цветы.
Ряд зданий города, включая дом Джеймса Уиткомба Райли включены в Национальный реестр исторических мест США.

## География
Гринфилд является частью столичного района Индианаполиса.
Согласно данным Бюро переписи населения США, город имеет общую площадь 12,662 квадратных миль (32,79 км2), из которых 12,55 квадратных миль (32,50 км2 или 99,12%) — это суша и 0,112 квадратных миль (0,29 км2 или 0,88%) — водная поверхность.